# Morrissà bord
El morrissà bord (Lobularia maritima) és una planta de la família de les brassicàcies.

## Noms vernacles
La llista de noms comuns és molt llarga: caps blancs, herba blanca, salivetes del Bon Jesús, escopinada, escopina de Crist, escopinada del dimoni, escupinyada, herba de l'alacrà, herba pedrera, floreta de gos, llagrimetes, miramar, pixagossos, ravenissa borda, salivetes de monja, ravenellet i semprenflor.

## Distribució i hàbitat

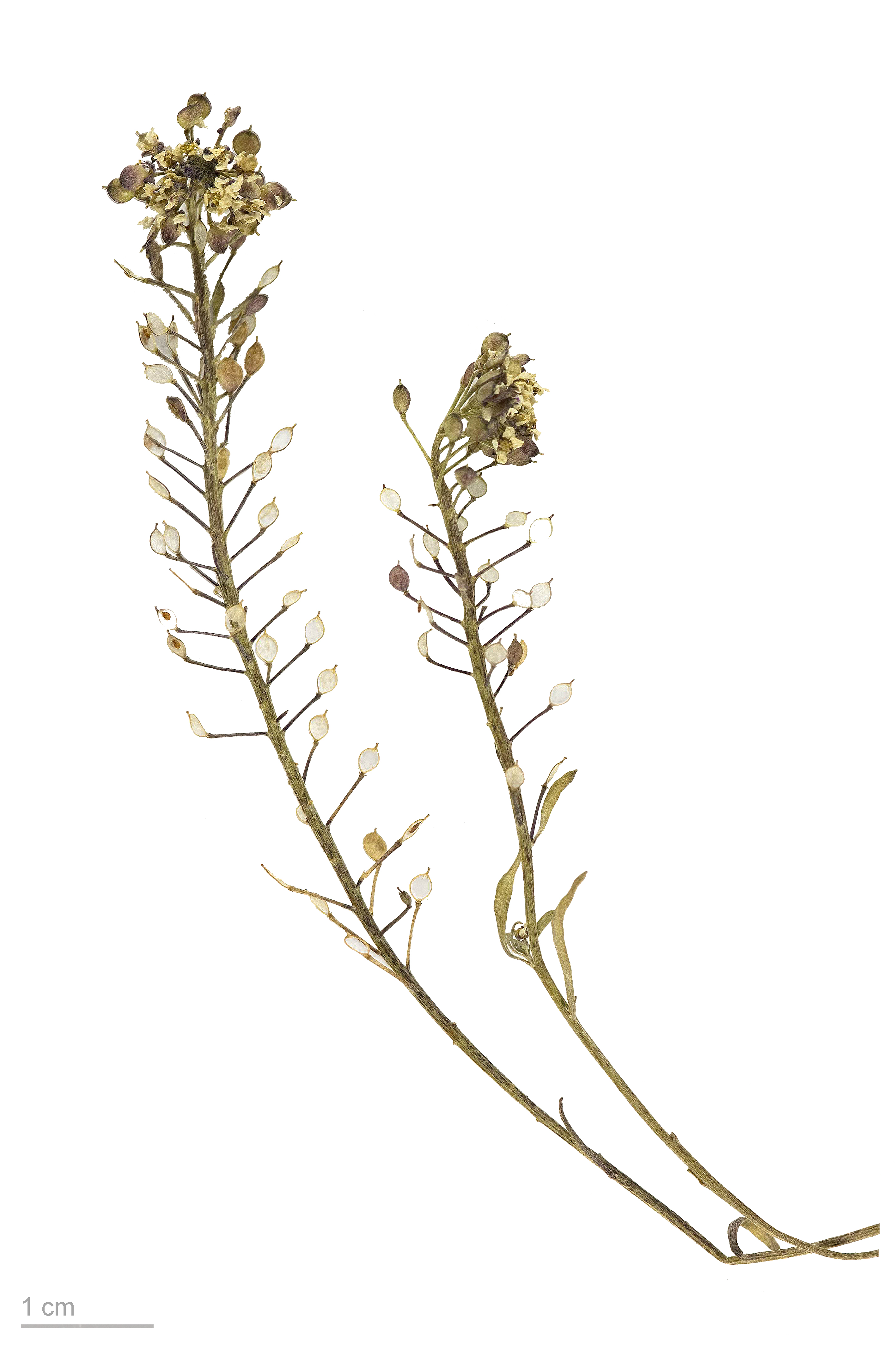
Lobularia maritima

És originària de la costa occidental del Marroc, les Canàries, Madeira i les Açores. Actualment es troba a les zones costaneres de moltes zones temperades d'Europa.
Aquesta planta viu preferentment a la vora del mar, tant en zones sorrenques com rocoses, així com a les voreres de camins. És molt comuna al País Valencià i les Illes Balears.

## Morfologia

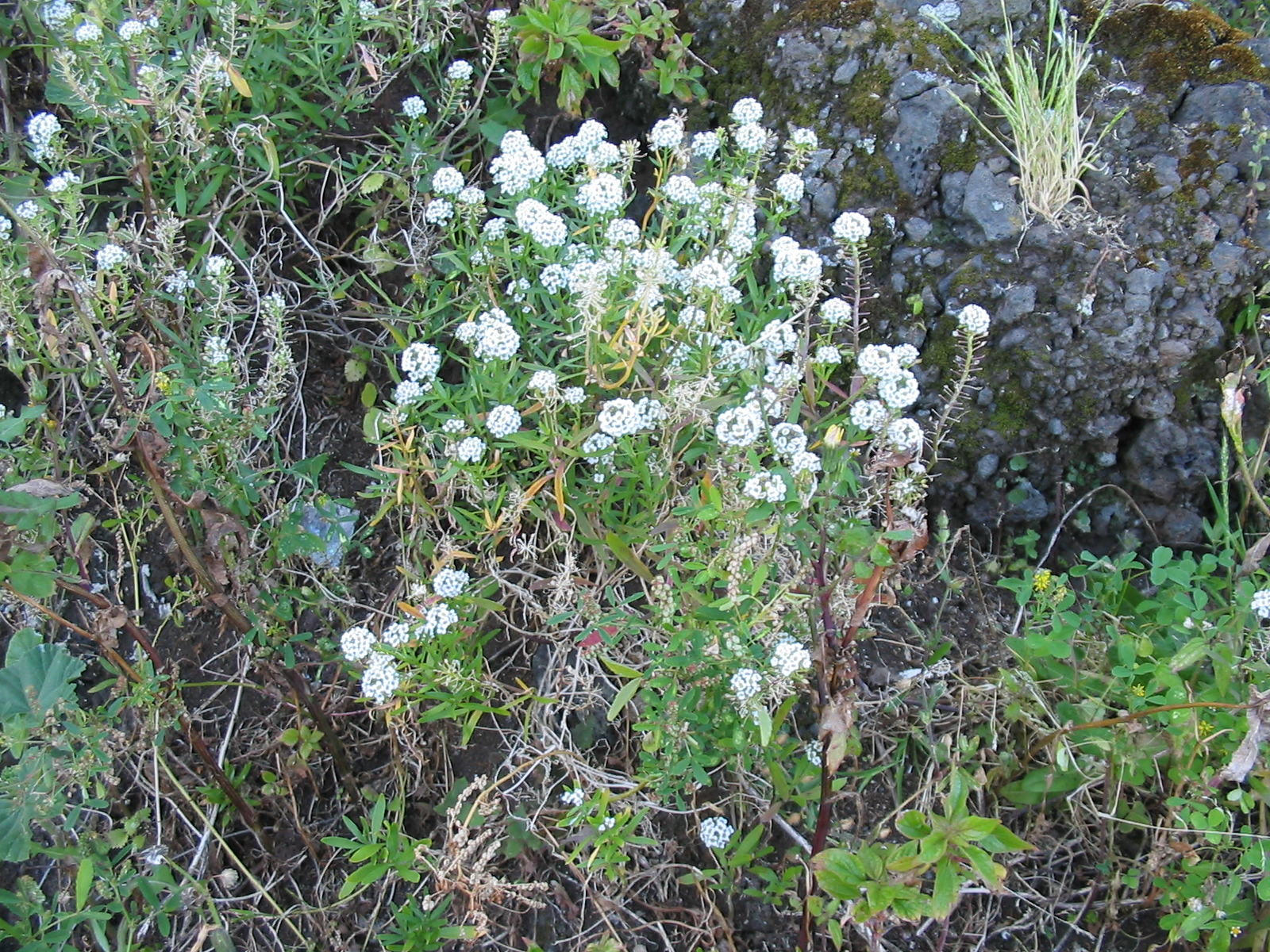
Mata de caps blancs

Camèfit herbaci de 10 a 30 cm dèbilment lignificada a la base i amb un bon sistema radicular. La part aèria té una base prostrada de la qual sorgeixen tiges floríferes, més o menys prostrades, de manera cespitosa o de rosseta. Aquestes tiges, de 2 i 20 cm d'altura, són bastant primes, estriades i comunament escassament ramificades. Les fulles són menudes, estretes, de lineals a lanceolades i glauques per la seua pilositat. Les flors es disposen en corimbes terminals, que una vegada fructificats s'allarguen en raïms, nus o molt poc foliosos en la seua base. Els sèpals són oblongs, verdosos o purpuris. Els pètals són blancs, a vegades rosats o morats, reduïts en una ungla de fins a 1,5 mm. Les flors tenen 6 estams d'anteres grogues, un primordi seminal per cada lòcul i 8 nectaris. Els fruits són síliques, de 2 a 3 mm de longitud, suborbiculars o el·líptiques, grogues o rogenques, amb llavors d'1 a 1,5 mm, àpteres o amb una ala estreta.
Floreix en qualsevol època de l'any, però preferentment durant l'hivern. Les inflorescències cobreixen tota la planta i li donen el nom de caps blancs, un dels noms populars més comuns. Les inflorescències es van allargant a mesura que les flors es van obrint i fecundant.

## Usos
Com que produeix una gran quantitat de nèctar és una planta insectari de depredadors i parasitoides, com ara depredadors (Orius laevigatus) i parasitoides (Eupeodes corollae, Sphaerophoria rueppellii), molt interessant per al control biològic dels nostres cultius i jardins. Les tiges joves poden ser consumides en amanida. També és una planta indicadora de sòls calcaris secs i pobres en nitrogen.

### Usos medicinals
Aquesta planta és utilitzada en fitoteràpia tradicional casolana com a diürètic, per a reduir la febre, contra l'escorbut i per a eliminar les pedres del ronyó. Per tant, és una planta antiescorbútica, astringent i diürètica. Vaporitzada s'usa per al tractament de la gonorrea.
Es considera útil contra la bilis, en arribar a l'estómac, generalment es pren en forma de tisana: 1 unça d'herba seca serveix per a preparar 1 litre, tirant-la en aigua bullint i retirant-la immediatament del foc. Es pren temperada o freda, endolcida a gust de cadascú.

## Subespècies
- Lobularia maritima ssp. columbretensis. Subespècie endèmica dels illots Columbrets.

## Galeria

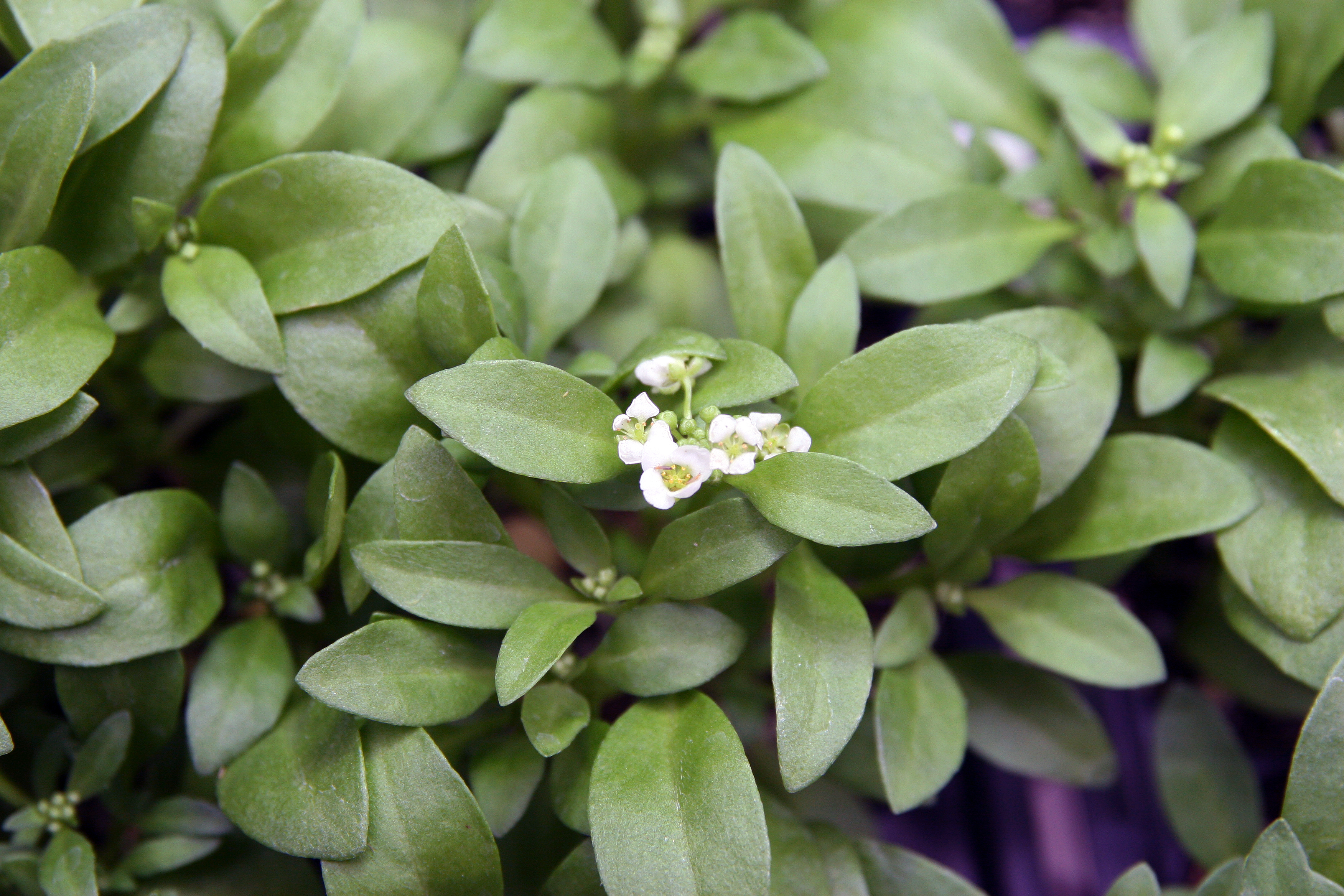
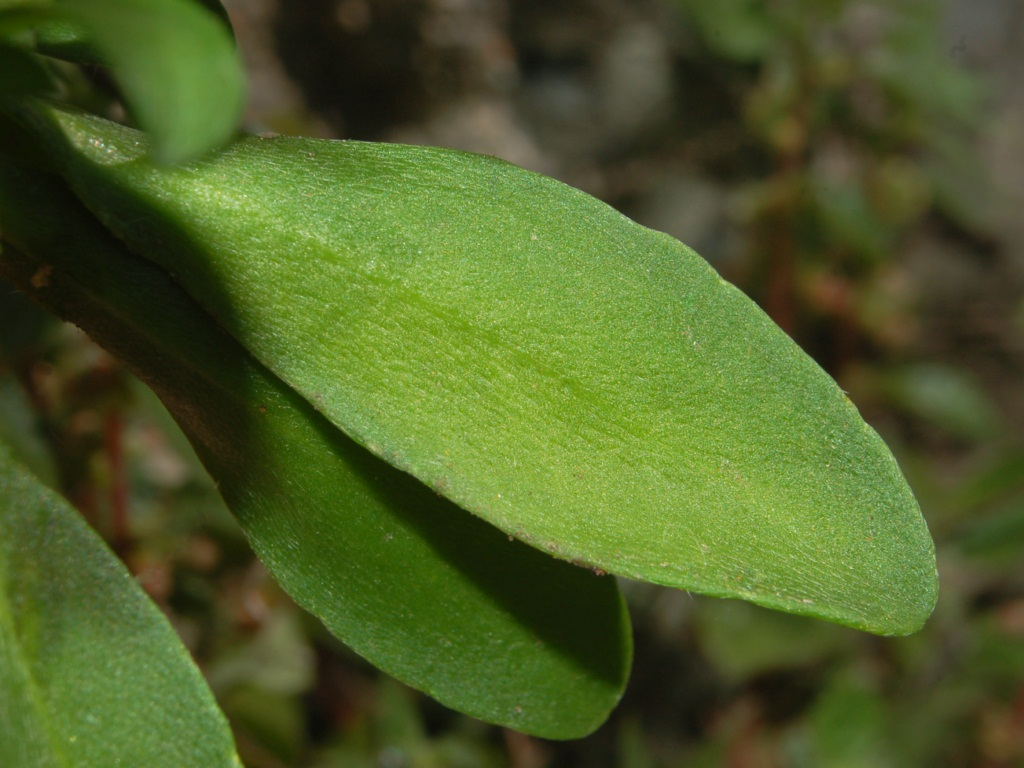
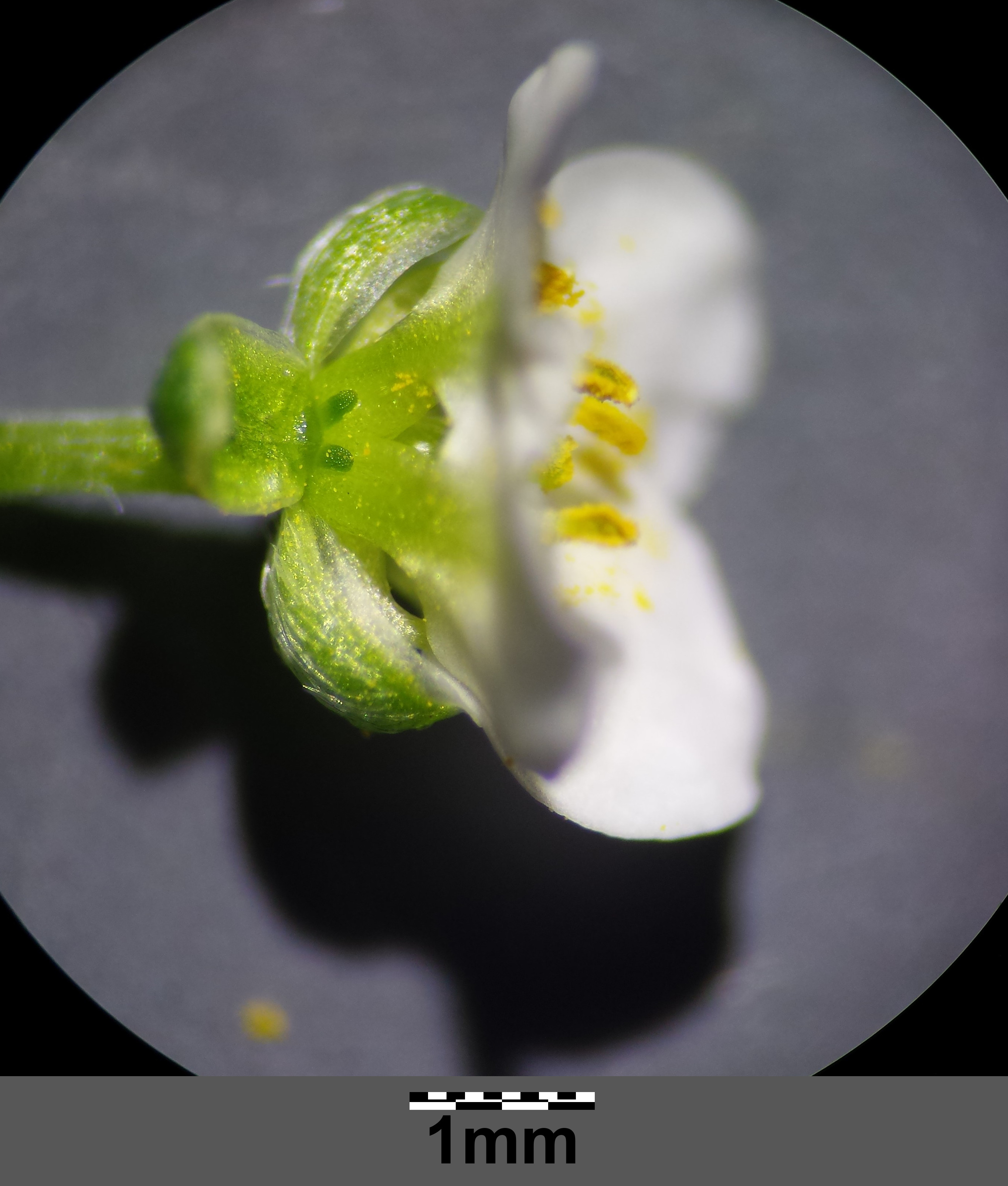
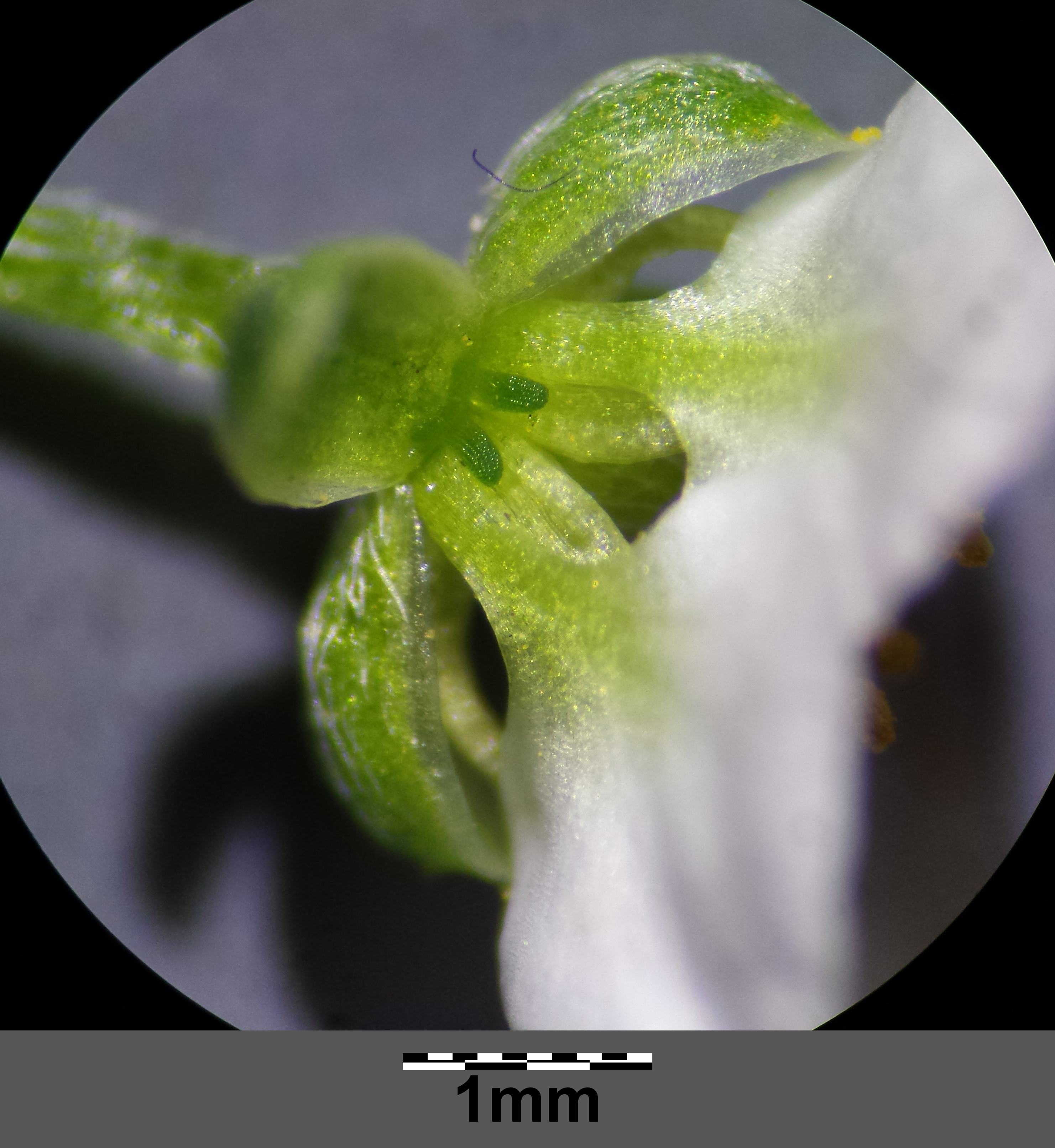
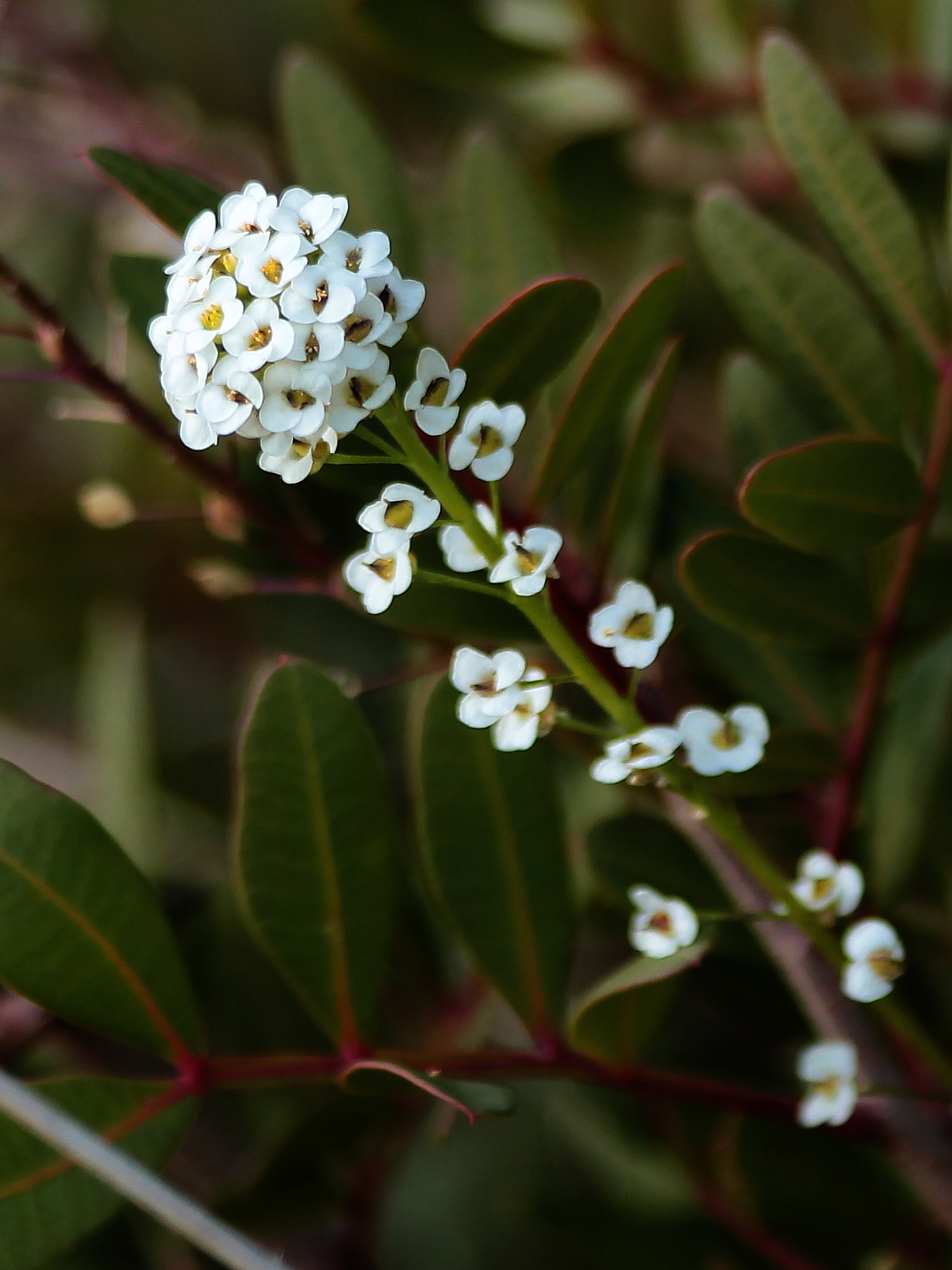
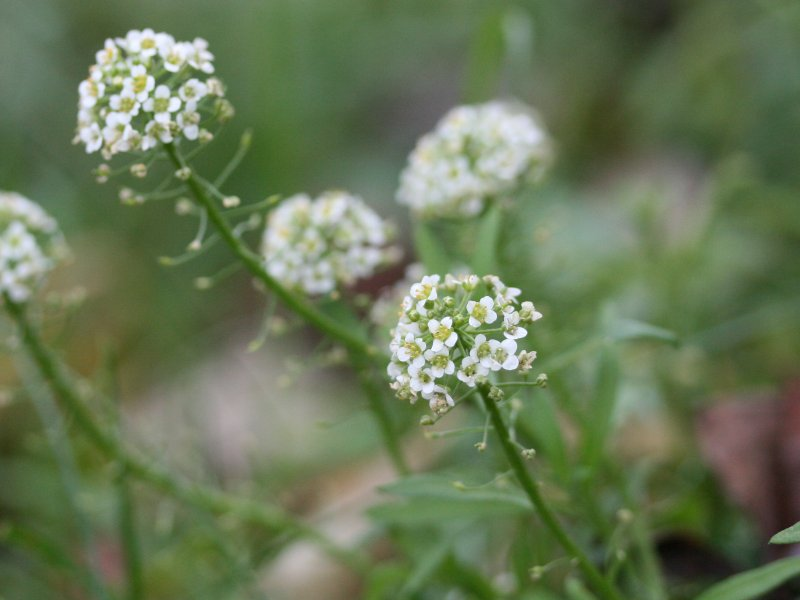
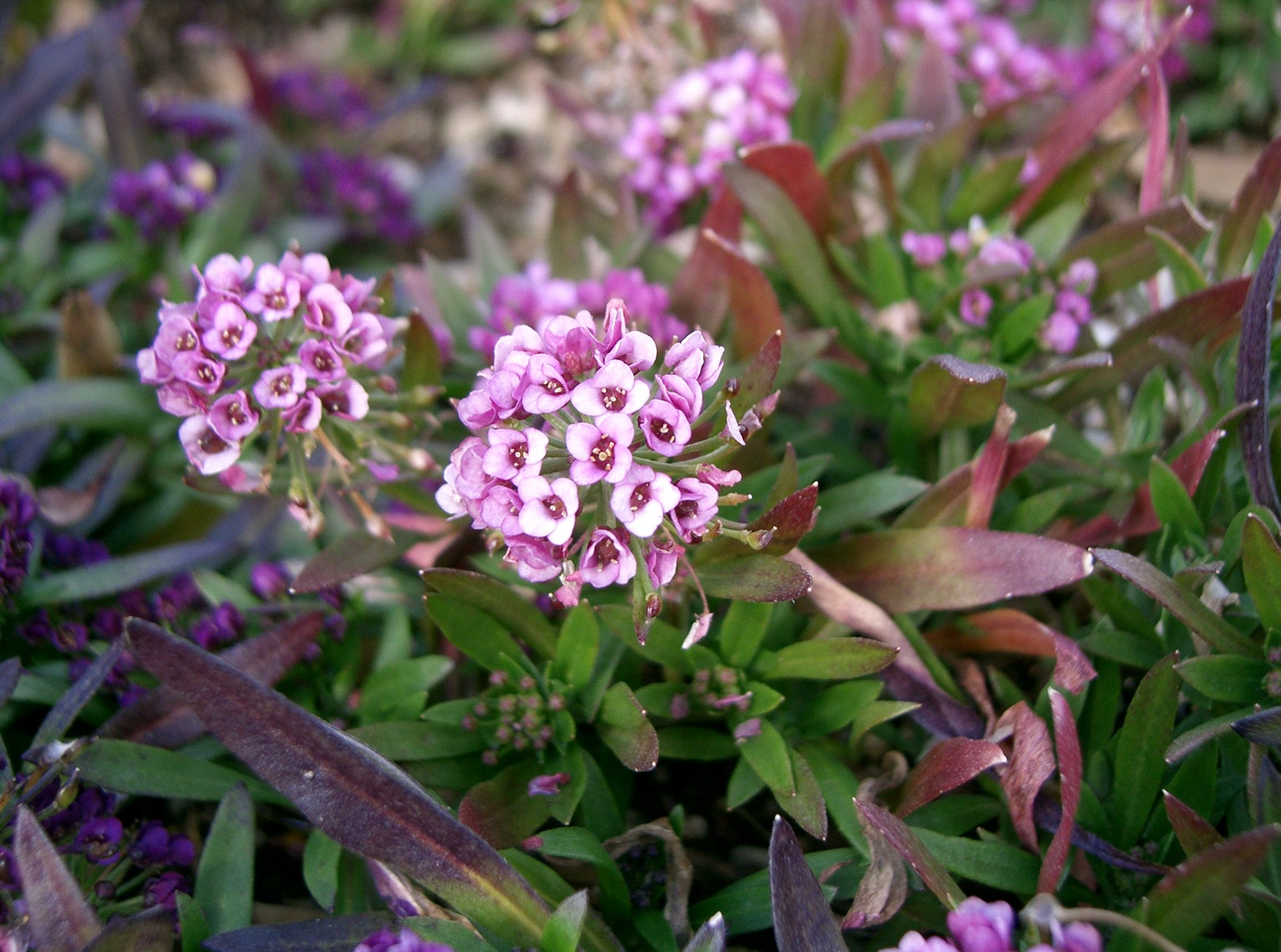
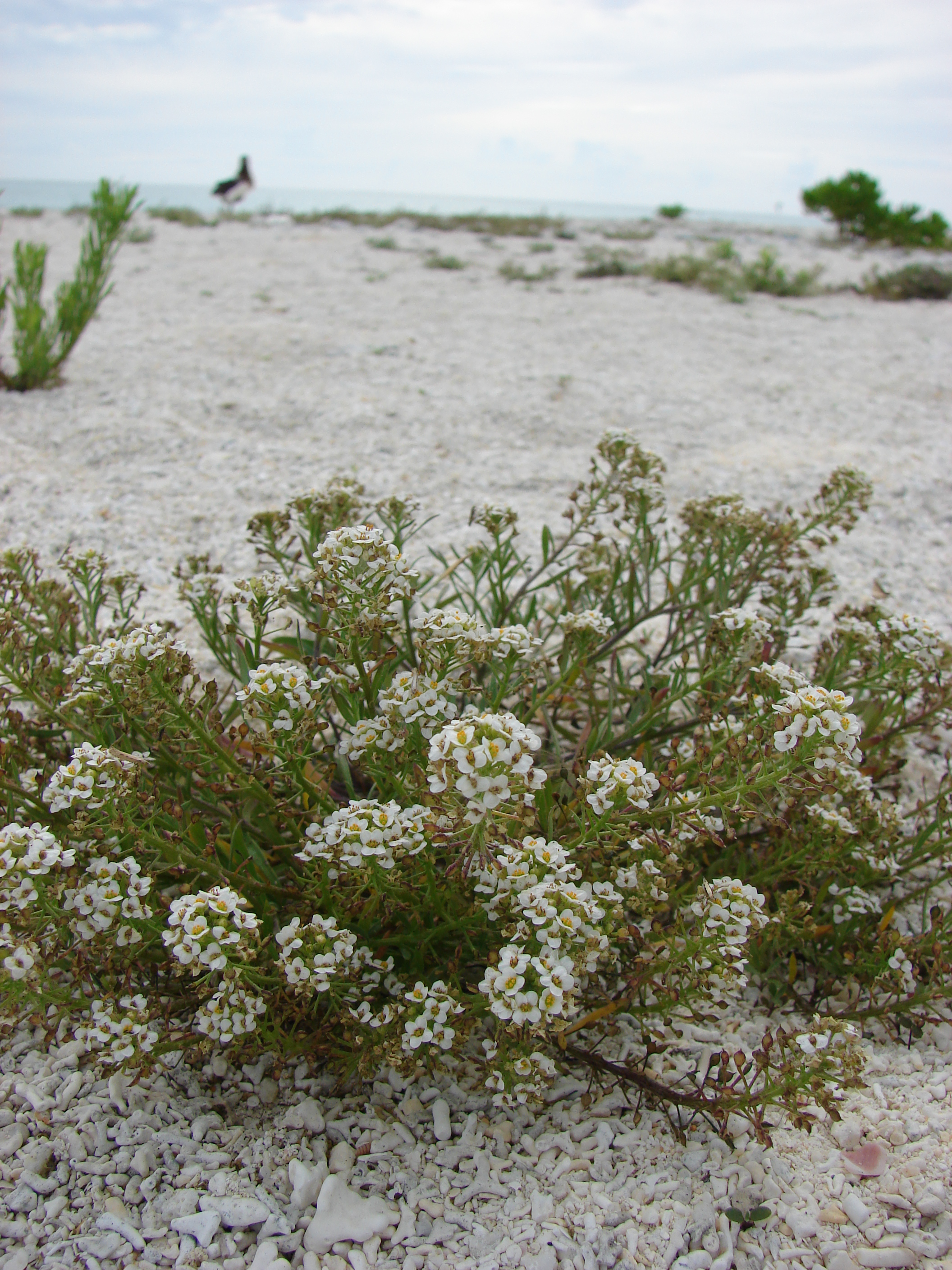
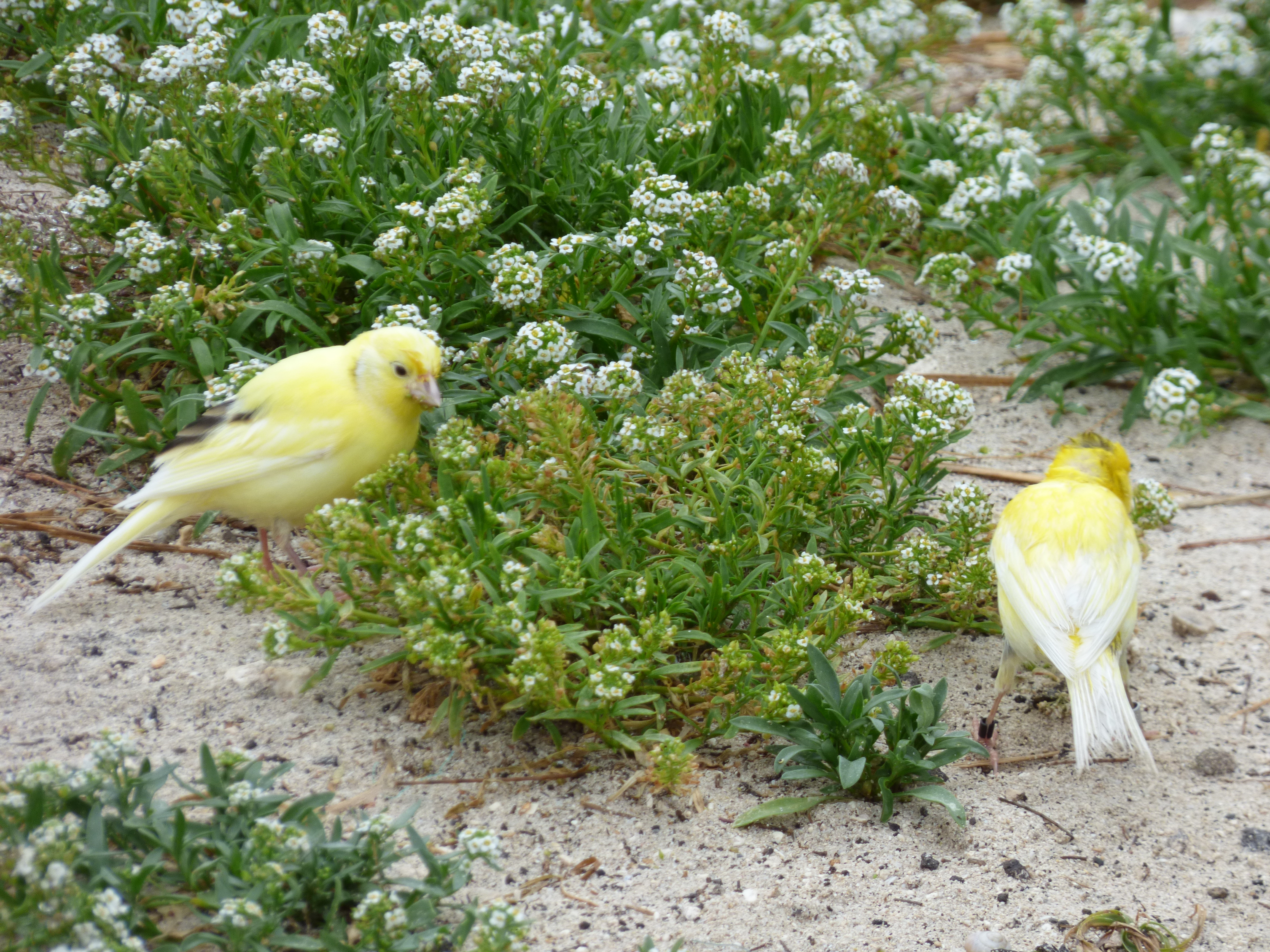
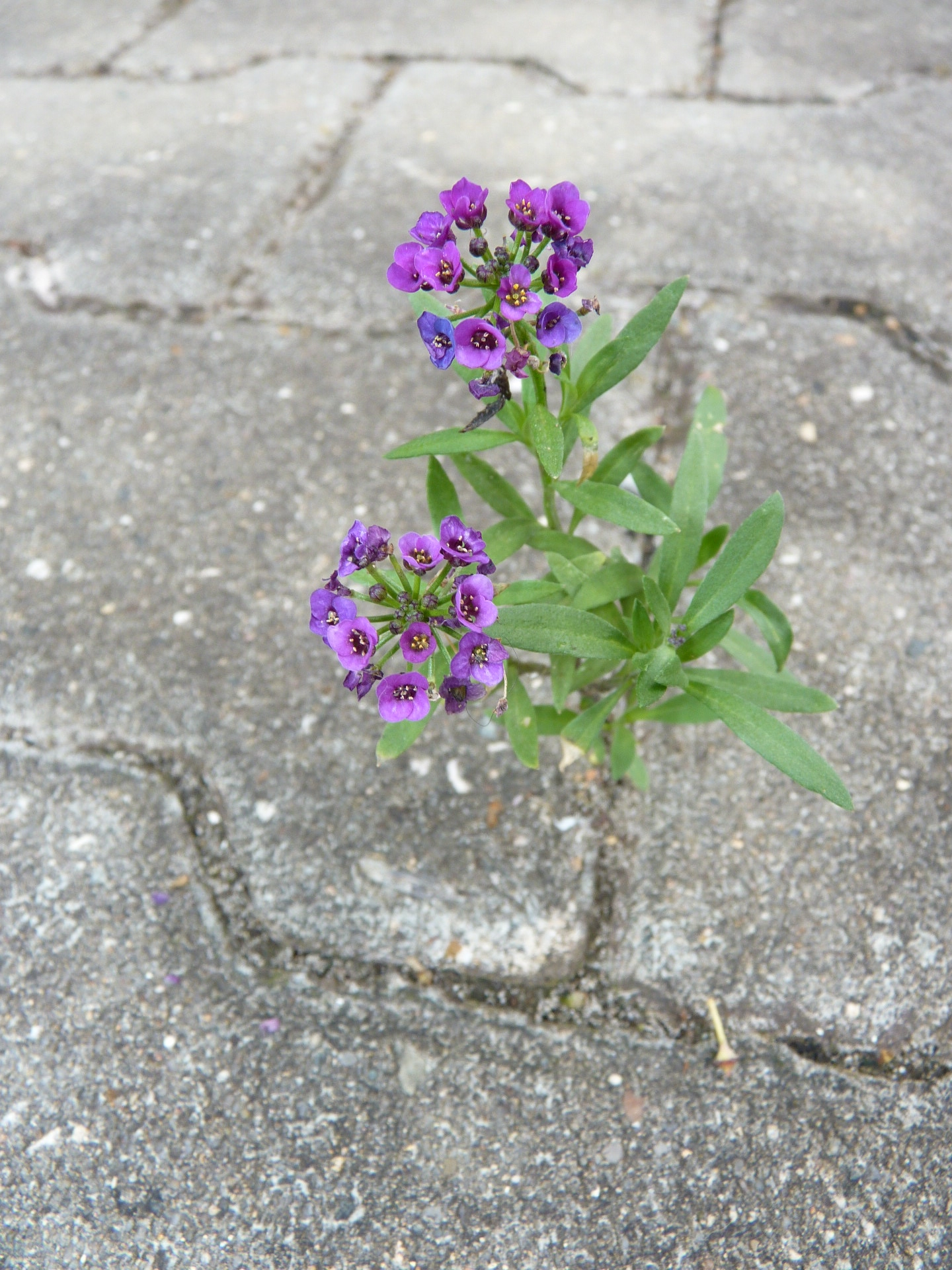
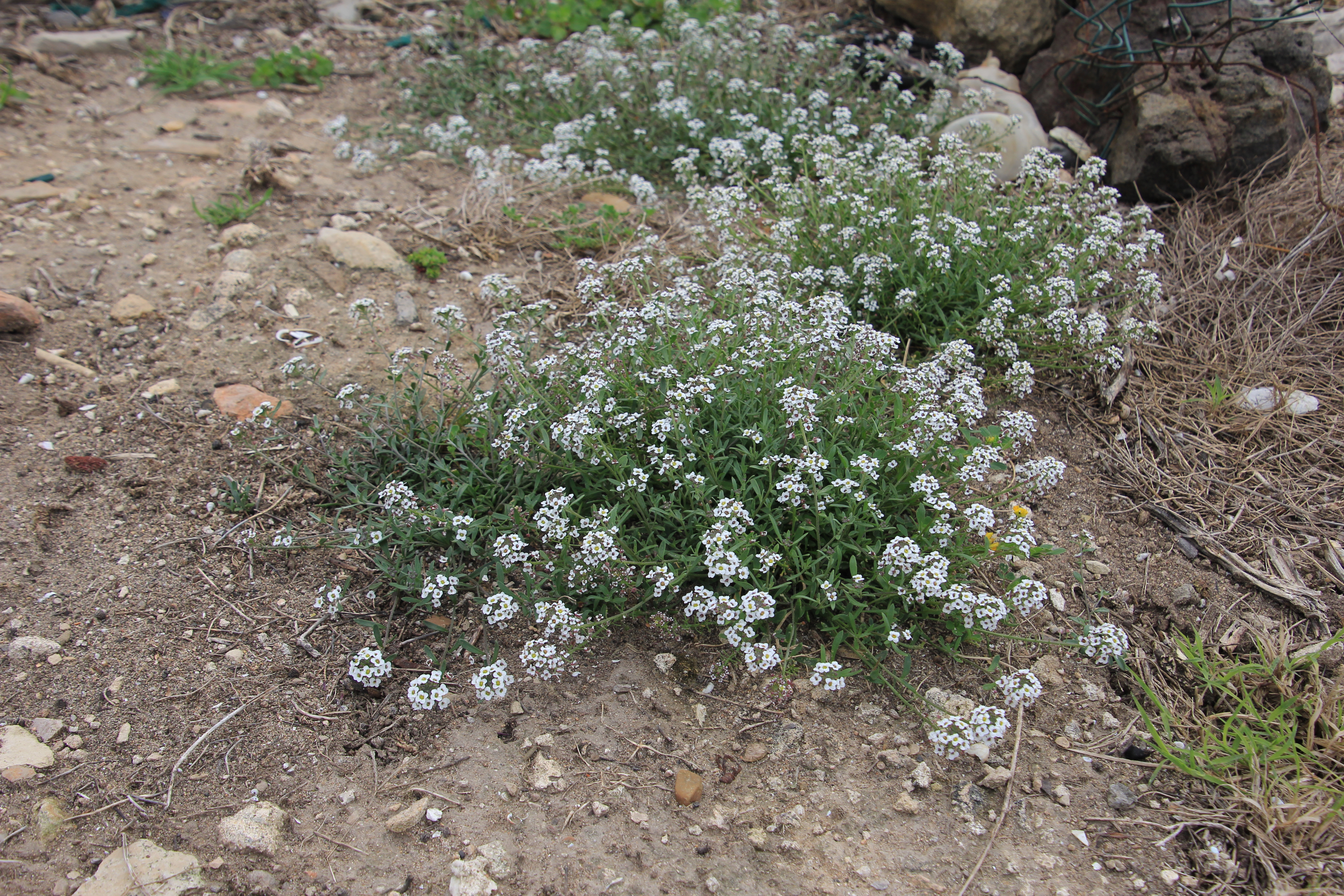